# Marko Kvasina
Marko Kvasina est un footballeur autrichien, né le 20 décembre 1996 à Vienne. Il évolue au poste d'attaquant au Göztepe SK.

## Biographie

### KV Ostende
Il inscrit son premier triple en coupe de Belgique de football face au modique club de Onhaye sur le score de 8-1

### En équipe nationale
Avec les moins de 17 ans, il inscrit un but lors d'une rencontre amicale face à l'Italie en août 2013. Par la suite, en octobre 2013, il participe à la Coupe du monde des moins de 17 ans organisé aux Émirats arabes unis. Lors du mondial junior, il ne joue qu'une seule rencontre, face à l'Iran. Avec un bilan d'un nul et deux défaites, l'Autriche ne dépasse pas le premier tour du mondial.
Avec les moins de 19 ans, il marque quatre buts en 2014 : un but contre la Suisse, un autre contre la Lettonie, et enfin un doublé contre l'Allemagne. Il marque ensuite en début d'année 2015 un but contre l'Écosse et un autre contre l'Italie. En juillet 2015, il participe au championnat d'Europe des moins de 19 ans organisé en Grèce. Lors de cette compétition, il joue trois matchs. Il se met en évidence en étant l'auteur d'un doublé face à l'Ukraine. Avec un bilan de deux défaites et un nul, l'Autriche ne dépasse pas le premier tour du tournoi.
Avec les espoirs, il inscrit trois buts en 2017. Il marque un but face aux Pays-Bas avant d'être l'auteur d'un doublé face à l'Arménie. Il marque ensuite de nouveau face à l'Arménie l'année suivante. En juin 2019, il participe au championnat d'Europe espoirs qui se déroule en Italie. Lors de cette compétition, il ne joue qu'une seule rencontre, face au Danemark. Avec un bilan d'une victoire, un nul et une défaite, l'Autriche ne dépasse pas le premier tour du tournoi.

## Palmarès
- Finaliste de la Coupe d'Autriche en 2015 avec l'Austria Vienne